# Южинецька сільська рада
Южине́цька сільська́ ра́да — адміністративно-територіальна одиниця та орган місцевого самоврядування в Кіцманському районі Чернівецької області. Адміністративний центр — село Южинець.

## Загальні відомості
- Населення ради: 1 128 осіб (станом на 2001 рік)

## Населені пункти
Сільській раді підпорядковані населені пункти:
- с. Южинець

## Склад ради
Рада складається з 16 депутатів та голови.
- Голова ради: Федорів Ярослав Михайлович
- Секретар ради: Танасійчук Катерина Іванівна

### Керівний склад попередніх скликань
| Прізвище, ім'я, по батькові | Основні відомості                                                                                  | Дата обрання | Дата звільнення |
| --------------------------- | -------------------------------------------------------------------------------------------------- | ------------ | --------------- |
| Федорів Ярослав Михайлович  | Сільський голова, 1961 року народження, освіта вища, член Всеукраїнського об'єднання «Батьківщина» | 26.03.2006   | 31.10.2010      |
| Федорів Ярослав Михайлович  | Сільський голова, 1961 року народження, освіта вища, член Всеукраїнського об'єднання «Батьківщина» | 31.10.2010   |                 |

Примітка: таблиця складена за даними сайту Верховної Ради України

### Депутати
За результатами місцевих виборів 2010 року депутатами ради стали:

#### За суб'єктами висування
| Суб'єкт висування | Кількість обраних депутатів | %   |
| ----------------- | --------------------------- | --- |
| Самовисування     | 16                          | 100 |

#### За округами
| № округу | Прізвище, ім'я, по батькові  | Дата визнання обраним | Освіта             | Партійна приналежність                | Відомості про обраного депутата                                          |
| -------- | ---------------------------- | --------------------- | ------------------ | ------------------------------------- | ------------------------------------------------------------------------ |
| 1        | Шкварчук Магдалина Іванівна  | 02.11.2010            | вища               | позапартійна                          | Южинецький загальноосвітній навчальний заклад, завуч                     |
| 2        | Грінка Іван Васильович       | 02.11.2010            | середня            | позапартійний                         | Южинецький загальноосвітній навчальний заклад, робітник                  |
| 3        | Шпачінський Микола Юрійович  | 02.11.2010            | середня            | член Політичної партії «Наша Україна» | Чернівецький ОЖК, різноробочий                                           |
| 4        | Хриптун Зоя Іванівна         | 02.11.2010            | середня спеціальна | позапартійна                          | РБНТК, методист                                                          |
| 5        | Боднар Тетяна Іллівна        | 02.11.2010            | середня спеціальна | позапартійна                          | Южинецький дошкільний навчальний заклад, помічник вихователя             |
| 6        | Піци Тетяна Іллівна          | 02.11.2010            | середня спеціальна | позапартійна                          | Южинецький загальноосвітній навчальний заклад, вчитель початкових класів |
| 7        | Піцик Тодор Васильович       | 02.11.2010            | середня            | позапартійний                         | Чернівецький ОЖК, робітник                                               |
| 8        | Танасійчук Катерина Іванівна | 02.11.2010            | вища               | член Політичної партії «Наша Україна» | Южинецька сільська рада, секретар                                        |
| 9        | Зварич Іван Степанович       | 02.11.2010            | середня            | член Політичної партії «Наша Україна» | Южинецьке відділення поштового зв'язку, листоноша                        |
| 10       | Мишковський Юрій Васильович  | 02.11.2010            | середня            | позапартійний                         | тимчасово не працює                                                      |
| 11       | Боднар Ярослав Ілліч         | 02.11.2010            | середня спеціальна | позапартійний                         | тимчасово не працює                                                      |
| 12       | Москалюк Ольга Василівна     | 02.11.2010            | середня            | позапартійна                          | Южинецький дошкільний навчальний заклад, кочегар                         |
| 13       | Мироник Марія Василівна      | 02.11.2010            | вища               | член Політичної партії «Наша Україна» | Южинецька сільська рада, головний бухгалтер                              |
| 14       | Павлюк Марія Василівна       | 02.11.2010            | середня            | позапартійна                          | Управління соцзахисту населення, соціальний працівник                    |
| 15       | Хриптун Василь Георгійович   | 02.11.2010            | середня            | позапартійний                         | тимчасово не працює                                                      |
| 16       | Кадищук Ганна Василівна      | 02.11.2010            | середня спеціальна | позапартійна                          | Чернівецький онкологічний диспансер, медсестра                           |